# Адаптація зорова
Адапта́ція — це здатність людського ока пристосовуватися до умов освітлення, що змінилися. Завдяки механізму адаптації зорова система має здатність працювати в широкому діапазоні освітленостей зіниці. Розрізняють два види адаптації — темнову і світлову:
- темнова адаптація відбувається при пониженні яскравостей в полі зору, тобто при переході від умов денного зору до умов нічного зору;
- світлова адаптація відбувається при підвищенні яскравостей в полі зору. Тривалість темнової адаптації 1-2 години, світлової 5-10 хв.